# Steroidhormon
Et steroidhormon er et steroid, der fungerer som et hormon. Som alle andre steroider er steroidhormonerne opbygget af et ringsystem af carbonatomer, der gør dem uopløselige i vand, men opløselige i lipider som cellemembraner (hydrofobe og lipofile).
Derfor bliver de transporteret rundt i kroppen af dedikerede transportproteiner. Steroidhormonerne reagerer i målcellerne med deres receptorer i cytoplasmaet og i cellekernen. Receptorerne fungerer som transskriptionsfaktorer og regulerer proteinbiosyntesen, der er bestemmende for cellene udvikling og funktion.
Steroidhormoner hjælper med at kontrollere stofskifte, betændelsestilstande, immunsystemets funktioner, salt- og vandbalance, udvikling af seksuelle egenskaber og evnen til at modstå sygdom og skader. Udtrykket steroid beskriver både hormoner produceret af kroppen selv og kemisk fremstillet medicin, der efterligner de naturligt forekommende steroiders virkning i kroppen.

## Systematik
Steroidhormoner kan inddeles i to klasser: kortikosteroiderne eller corticosteroiderne (typisk fremstillet i binyrebarken, dermed cortico-) og kønshormonerne (typisk fremstillet i gonaderne eller placenta ). Inden for disse to klasser er der fem typer i henhold til de receptorer, som de binder til:
- glukocorticoiderne og mineralocorticoiderne[1]
- androgener, østrogener (eller estrogener) og progestogener (også kaldet progestagener eller gestagener)[2][3][4]

## Vitamin D
Kemisk set er der stor lighed mellem ringsystemerne i vitamin D og steroiderne. Derivater af vitamin D er derfor et sjette tæt beslægtet hormonsystem med homologe receptorer. De har nogle af egenskaberne ved ægte steroider som receptorligander .

## Syntese
De naturlige steroidhormoner syntetiseres generelt ud fra kolesterol i gonaderne og binyrerne . Disse former for hormoner er lipider . De kan passere gennem cellemembranen, da de er fedtopløselige, og derefter binde til steroidhormonreceptorer (som kan være nukleare eller cytosoliske afhængigt af steroidhormonet) for at skabe ændringer i cellen. Steroidhormoner bæres generelt i blodet, bundet til specifikke transportproteiner, som kønshormonbindende globulin og kortikosteroidbindende globulin. Yderligere omdannelser og katabolisme (nedbrydning) forekommer i leveren, i andre perifere væv og i målvævet.